# Schauspiel Frankfurt
Das Schauspiel Frankfurt ist eine der beiden Sparten der Städtischen Bühnen in Frankfurt am Main. Zusammen mit der Oper Frankfurt hat das Schauspiel seit 1963 seinen Sitz im Opern- und Schauspielhaus am Willy-Brandt-Platz (bis 1993: Theaterplatz). Es entstand durch Erweiterung des 1902 errichteten und 1944 teilweise zerstörten Schauspielhauses, dessen erhaltene Reste 1949–1951 zur Oper umgebaut wurde. Ein städtisches Theater besteht in Frankfurt bereits seit 1782. Intendant des Schauspiels ist seit 2017 Anselm Weber.

## Schauspiel Frankfurt
Das Schauspiel Frankfurt ist das größte Sprechtheater im Rhein-Main-Gebiet. Es findet auch überregional Beachtung.
In den vier Spielstätten – Schauspielhaus, Kammerspiele, Box und Bockenheimer Depot – bringen renommierte Regisseure wie Jan Bosse, Felicitas Brucker, Barbara Bürk, Lilja Rupprecht, Sebastian Hartmann, Claudia Bauer, Timofej Kuljabin, Jan-Christoph Gockel, Mateja Koležnik oder Johanna Wehner sowohl Klassiker als auch zeitgenössische Dramatik auf die Bühne.
Neben seinen Produktionen schafft das Schauspiel Frankfurt in der Box, in der Panorama Bar und im Chagallsaal Orte für Begegnungen, Diskussionen und Werkschauen, bei denen sich Künstler präsentieren, Zuschauer nachfragen und Bürger der Stadt ins Gespräch kommen.
Der Gebäudekomplex der Städtischen Bühnen am Willy-Brandt-Platz, zu denen neben Schauspiel und Kammerspiel auch die Oper gehört, ist sanierungsbedürftig und erfüllt heutige Sicherheitsvorschriften nur teilweise. Eine im Juni 2017 vorgestellte Studie kam zu dem Ergebnis, dass eine Sanierung oder ein Neubau über 800 Millionen Euro kosten würden.
Am 30. Januar 2020 beschloss die Stadtverordnetenversammlung den Abriss des Gebäudes. Oper und Schauspiel sollen, möglicherweise an getrennten Orten, Neubauten erhalten. Im Mai 2020 jedoch veröffentlichte das hessische Landesamt für Denkmalpflege ein Gutachten, das den Denkmalwert insbesondere des 1959–1963 errichteten Foyers „aus geschichtlichen, künstlerischen und städtebaulichen Gründen“ und damit das öffentliche Interesse an dem Erhalt des Gebäudes mit seinen Kunstwerken bestätigt.

## Geschichte

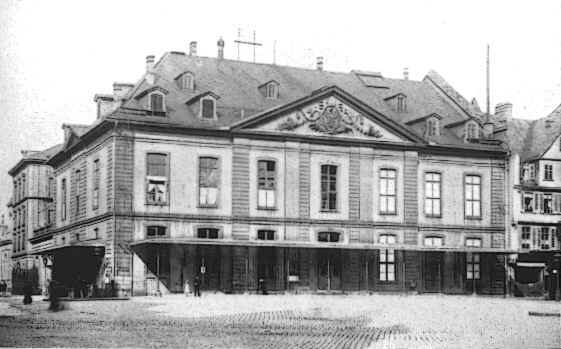
Das Comoedienhaus war Frankfurter Stadttheater von 1782 bis 1902

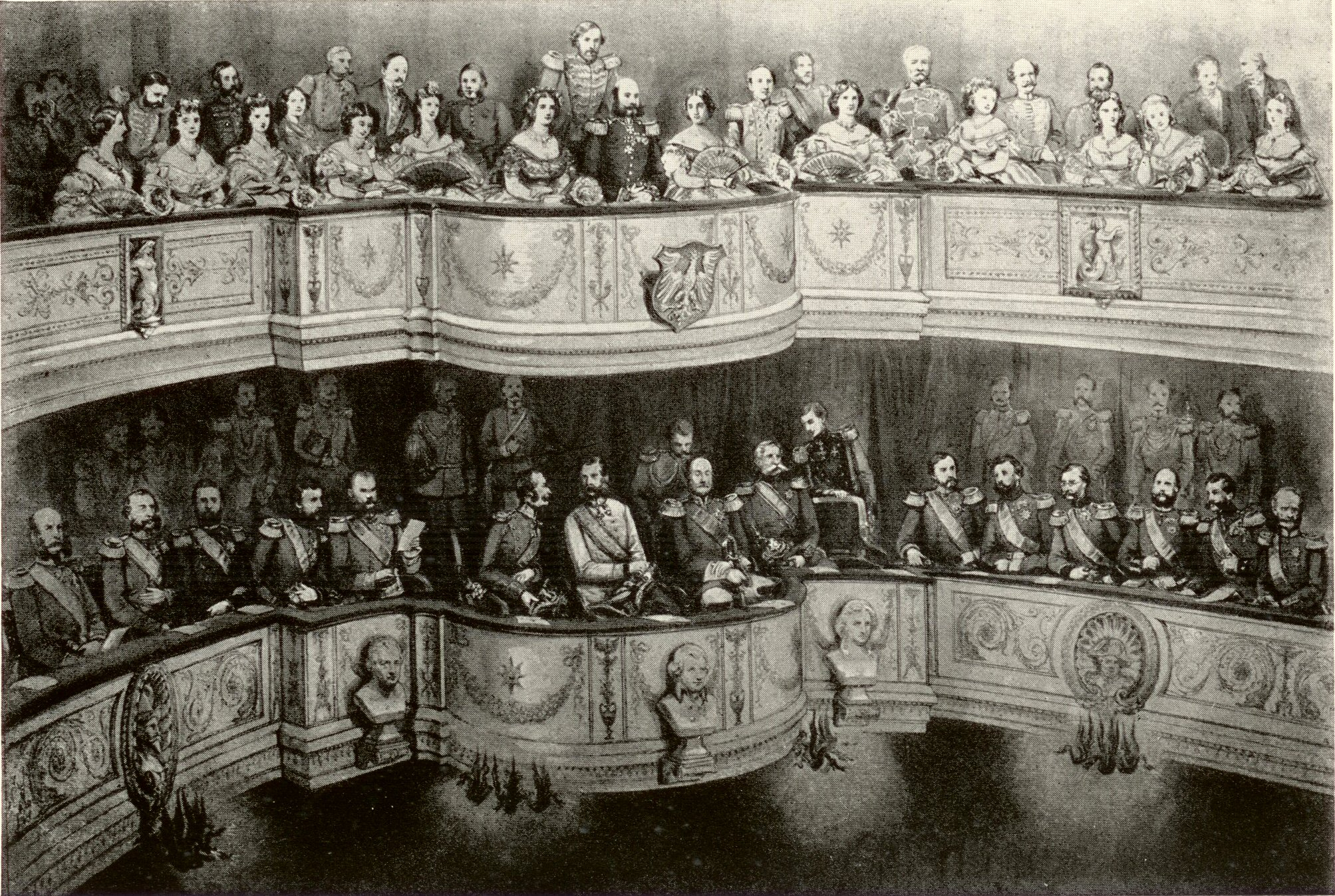
Festvorstellung im Stadttheater aus Anlass des Frankfurter Fürstentages 1863

Im alten Schauspielhaus wurde von 1902 bis 1944 Theater gespielt. Teile dieses historistischen Baus befinden sich noch immer unter der modernen Fassade von 1963.

### Anfänge
1592 wird zum ersten Mal der Besuch einer englischen Komödiantentruppe zur Herbstmesse in Frankfurt bezeugt. In den folgenden Jahrhunderten spielten immer wieder fahrende Schauspielergruppen, meistens zu den Messen oder anlässlich von Kaiserkrönungen auf.
1736 gastierte die berühmte Truppe der Caroline Neuber in Frankfurt. Eine feste Spielstätte gab es nicht, sondern die fahrenden Schauspielergruppen errichteten für ihre Gastspiele eigene Bühnenzelte oder spielten in Wirtshäusern. Lange Zeit wurden vorwiegend Possen und Stegreifkomödien aufgeführt.
Der damals führende deutsche Theaterprinzipal Abel Seyler wirkte von 1777 bis 1779 hauptsächlich in Frankfurt und gilt als Vater des Frankfurter Theaterlebens.

### Bau einesComoedienhauses
Gegen Ende des 18. Jahrhunderts, in der Epoche der Aufklärung, entstanden die ersten Dramen Deutscher Klassik. Das Frankfurter Bürgertum wünschte, einen eigenen Theaterbau zu besitzen. Gegen den Widerstand der lutherischen Geistlichkeit, die das Repertoire Komödie als sündhaft erachtete und es als dem Worte Gottes und dem Heiligen Taufbunde für zuwider hielt, setzte der Rat der Freien Reichsstadt Frankfurt am Main den Bau eines Comoedienhauses durch.

### Frankfurter Nationaltheater (1782–1841)
Am 3. September 1782 hob sich erstmals der Bühnenvorhang des neuerrichteten Frankfurter Nationaltheaters  an der Nordseite des damaligen Theaterplatzes (heute Rathenauplatz) in der Neustadt. Der klassizistische Bau nach den Plänen von Stadtbaumeister Johann Andreas Liebhardt, erregte bei seiner Eröffnung große Bewunderung. Erster Theaterdirektor wurde Gustav Friedrich Großmann. 1784 wurde in dem Neubau das Schauspiel „Kabale und Liebe“ von Friedrich Schiller uraufgeführt. Der bekannteste Frankfurter Schauspieler des 19. Jahrhunderts war Samuel Friedrich Hassel, bedeutende Frankfurter Theaterautoren waren Carl Malß und Adolf Stoltze.

### Frankfurter Stadttheater (1842–1902)
Das Theater wurde zunächst – wirtschaftlich zeitweise erfolgreich, zeitweise weniger erfolgreich – als Aktiengesellschaft betrieben. 1841 wurde diese aufgelöst und der Betrieb des nun Frankfurter Stadttheater genannten Hauses 1842 an die Unternehmer Guhr, Malß und Meck konzessioniert. Nach dem Tod von Guhr und Malß 1848 wurden deren Aufgaben von Julius Mühling übernommen. Von 1853 bis 1854 wurde Johann Hoffmann alleiniger Unternehmer, danach erfolgte 1855 ein Umbau und das Theater wurde erneut an eine Aktiengesellschaft konzessioniert.
Das alte Stadttheater wurde allmählich zu klein für die im 19. Jahrhundert zur Großstadt herangewachsene Stadt Frankfurt. 1902 wurde es geschlossen, 1911 niedergelegt und durch ein prunkvolles Geschäftshaus ersetzt.

### Schauspielhaus Frankfurt (1902–1945)
Am 1. November 1902 eröffnete das Schauspielhaus, ein monumentaler Jugendstilbau am Gallustor (früher Theaterplatz, heute Willy-Brandt-Platz), das sich unter dem langjährigen Leiter Emil Claar (Intendant von 1879 bis 1912) zu einem der bedeutendsten Theater des Landes entwickelte. Sein Nachfolger wurde Max Behrend (1912–1916).
Unter dem Intendanten Karl Zeiss (1916–1920) wurden Oper und Schauspiel für kurze Zeit wieder gemeinsam geführt. 1920 bis 1929 leitete Richard Weichert, ein Schüler von Max Reinhardt, das Schauspiel. Der Nachfolger Weicherts war Alwin Kronacher (1929–1933). Während der Zeit der Weimarer Republik erarbeitete das Frankfurter Theater überregional bedeutende expressionistische Inszenierungen. Ein bedeutender Bühnenbildner dieser Zeit des „Frankfurter Expressionismus“ war Ludwig Sievert. 1926 fand die Uraufführung von Bertolt Brechts „Die Hochzeit“ (heute: „Die Kleinbürgerhochzeit“) statt.
1933 sorgte die Gleichschaltung des Theaters nach der nationalsozialistischen Machtergreifung für eine Zäsur. Neuer Generalintendant der städtischen Bühnen wurde Hans Meissner (1933–1944). Zahlreiche Autoren wurden verboten, jüdische Schauspieler entlassen oder vertrieben. Einzig die 1932 von Kronacher begründeten Römerberg-Festspiele, sommerliche Freilichtinszenierungen vor der Kulisse des Römers, sorgten bis 1939 noch für internationalen Glanz.
Am 29. Januar 1944 wurde das Schauspielhaus bei einem der Luftangriffe auf Frankfurt am Main bis auf die Außenmauern zerstört. Zunächst versuchten die städtischen Bühnen noch einen Notbetrieb an wechselnden Spielstätten aufrechtzuerhalten, am 1. September 1944 stellten jedoch alle Theater in Deutschland ihren Betrieb ein.
Nach Kriegsende begannen die städtischen Bühnen im Herbst 1945 in den wenigen unzerstörten Sälen Frankfurts, in der Frankfurter Börse und dem ehemaligen Reichssender Frankfurt an der Eschersheimer Landstraße, wieder mit ihrem Spielbetrieb. Erster Nachkriegsintendant wurde Toni Impekoven (1945–1947). Zu den beliebtesten Schauspielern dieser Zeit gehörten Carl Luley und seine Partnerinnen Anny Hannewald und Else Knott. Nachfolger des im Mai 1947 verstorbenen Impekoven wurde erneut Richard Weichert als Generalintendant. Für kurze Zeit wirkte auch Heinz Hilpert als „Chefintendant“ des Schauspiels.

### Städtische Bühnen (seit 1945)
1949 bis 1951 wurde das ausgebrannte Schauspielhaus als Spielstätte für die Oper Frankfurt wiederhergestellt. Das Schauspiel blieb weiter auf provisorische Spielstätten angewiesen. Erst 1963 mit Inbetriebnahme der sogenannten Theaterdoppelanlage erhielt das Schauspiel wieder eine feste Spielstätte, die mit der Oper durch eine 120 Meter lange Glasfassade und ein gemeinsames Foyer verbunden ist. Den Neubau des Schauspielhauses und des Foyers leitete das Büro von Otto Apel (seit 1961 ABB Architekten: Otto Apel, Hannsgeorg Beckert, Gilbert Becker).
In den 50er- und 60er-Jahren knüpfte das Schauspiel Frankfurt unter seinem Intendanten Harry Buckwitz (1951–1968) an frühere Erfolge an. Letzter Generalintendant der Städtischen Bühnen war 1968 bis 1972 Ulrich Erfurth. Mit dem Auslaufen seines Vertrages wurden die beiden bis dahin gemeinsam geführten Sparten getrennt.
Von 1972 bis 1980 war Peter Palitzsch Intendant des Schauspielhauses. Er führte das Mitbestimmungsmodell am Theater ein. Inszenierungen, wie die Medea von Euripides, 1975 von Hans Neuenfels inszeniert, und „Tage der Commune“ von Bertolt Brecht, 1977 im Deutschen Herbst von Peter Palitzsch inszeniert, führten zu Skandalen.
Es folgte die kurze Direktionszeit unter Wilfried Minks und Johannes Schaaf. Innerbetriebliche Auseinandersetzungen überschatteten bald die künstlerische Arbeit, zwischen Ensemble und Leitung kam es zu tiefgreifenden Auseinandersetzungen. Die Saison begann mit Georg Büchners „Dantons Tod“ in der Inszenierung von Johannes Schaaf, Kleists Penthesilea (Regie: Wilfried Minks) und „Tartuffe“ von Molière mit Bierbichler und Schediwy in der Inszenierung von B. K. Tragelehn, die einen der wenigen künstlerischen Höhepunkte dieser Zeit markierte.
Am 21. März 1981 demonstrierten Sympathisanten der RAF während einer Vorstellung gegen die Haftbedingungen von Häftlingen und hielten anschließend das Theater besetzt. Nachdem der Frankfurter Oberbürgermeister Walter Wallmann das Hausrecht an sich gezogen hatte, wurde das Haus polizeilich geräumt. Das Ensemble protestierte am nächsten Tag gegen die „unverhältnismäßige Gewaltanwendung“ der Polizei und ließ vor den Vorstellungen eine Erklärung verlesen, in der sie sich mit den Forderungen der Besetzer solidarisierten. Die Erklärung des Frankfurter Schauspielensembles lautete:

„Am 21.3.'81 hat eine Gruppe junger Leute die Gelegenheit einer Aufführung des Schauspiels Frankfurt benutzt, um eine Menschenrechtsforderung zu stellen, mit der wir uns solidarisieren möchten: Erleichterung der Haftbedingungen für die politischen Gefangenen, die seit sechs Wochen im Hungerstreik stehen. Einige von ihnen sind jetzt in Lebensgefahr. Die Gruppe von zwanzig bis dreißig jungen Leuten hat sich ruhig und diszipliniert verhalten. Sie wollten über Nacht im Haus ausharren, um am nächsten Tag die Öffentlichkeit über ihr Anliegen weiter zu informieren und danach das Haus verlassen. In den frühen Morgenstunden des 22. März 1981 ist mit unverhältnismäßiger Gewaltanwendung das Theater polizeilich geräumt worden. Das Hausrecht wurde der Theaterleitung durch die städtischen Behörden weggenommen. Das Ensemble des Schauspiels Frankfurt protestiert gegen die gewaltsame Räumung des Theaters.“

Kulturdezernent Hilmar Hoffmann untersagte dem Direktorium, die Protesterklärung des Ensembles weiter vor den Vorstellungen verlesen zu lassen und der Co-Direktorin Eos Schopohl, dem Leiter des künstlerischen Betriebsbüros, Hanspeter Egel und dem Regisseur B. K. Tragelehn wurde fristlos gekündigt. Johannes Schaaf ließ er sich von seiner Funktion im Direktorium suspendieren. Das Frankfurter Mitbestimmungsmodell wurde zehn Jahre nach seiner Gründung 1981 vom Frankfurter Magistrat unter Oberbürgermeister Wallmann aufgelöst.
1981 übernahm Adolf Dresen das Schauspielhaus. Er wirkte von 1981 bis 1985. Nach Palitzsch hatten Günther Rühle von 1985 bis 1990, Hans Peter Doll für die Spielzeit 1990/91, Peter Eschberg für die Jahre 1991–2001 und Elisabeth Schweeger von 2001 bis 2009 die Leitung des Hauses inne. 2009–2017 wurde das Schauspiel Frankfurt von Intendant Oliver Reese geleitet.
Mit der Spielzeit 2017/18 übernahm Anselm Weber die Intendanz. Ensemblemitglieder sind u. a. Christoph Bornmüller, Isaak Dentler, Caroline Dietrich, Heidi Ecks, Torsten Flassig, Christina Geiße, Tanja Merlin Graf, Stefan Graf, Sarah Grunert, Miguel Klein Medina, Anna Kubin, Manja Kuhl, Sebastian Kuschmann, Katharina Linder, André Meyer, Viktoria Miknevich, Arash Nayebbandi, Annie Nowak, Mitja Over, Christoph Pütthoff, Matthias Redlhammer, Sebastian Reiß, Peter Schröder, Lotte Schubert, Michael Schütz, Melanie Straub, Mark Tumba, Andreas Vogler, Wolfgang Vögler, Nina Wolf, Uwe Zerwer.

## Spielstätten
- Schauspielhaus (689 Plätze), Willy-Brandt-Platz
- Kammerspiele (185 Plätze), Neue Mainzer Straße
- Bockenheimer Depot (400 Plätze), Carlo-Schmid-Platz
- Box (70 Plätze), Willy-Brandt-Platz

## Intendanten
- 1951–1968: Harry Buckwitz
- 1968–1972´; Ulrich Erfurth
- 1972–1980: Peter Palitzsch
- 1980–1982: Wilfried Minks und Johannes Schaaf
- 1982–1985: Adolf Dresen
- 1985–1990: Günther Rühle
- 1990/91: Hans Peter Doll
- 1991–2001: Peter Eschberg
- 2001–2009: Elisabeth Schweeger
- 2009–2017: Oliver Reese
- seit 2017: Anselm Weber